# Septembre 1941
Septembre 1941 est le 9e mois de l'année 1941.
Les événements concernant la Seconde Guerre mondiale sont détaillés dans l'article Septembre 1941 (Seconde Guerre mondiale).

## Événements
- Installation de Josip Broz Tito et de ses partisans à Uzice.
- Congrès du peuple indonésien à Yogyakarta. Il organise une direction permanente comprenant des membres du GAPI, du MIAI (Fédération d’Organisations musulmanes non politique) et du PVNN (Fédération de Syndicats de Fonctionnaires).
- Lluís Companys, ancien président de la généralité de Catalogne, est extradé de France par les nazis et exécuté le 15 octobre.

- 1er septembre :
  - Les Soviétiques arrêtent l’attaque finnoise en Carélie.
  - Inauguration de l'aéroport de Dorval, qui deviendra l'aéroport international Montréal-Trudeau.
  - En Allemagne, tous les Juifs de plus de six ans devront porter une étoile jaune.1er septembre : Étoile jaune en Allemagne.

- 4 septembre :

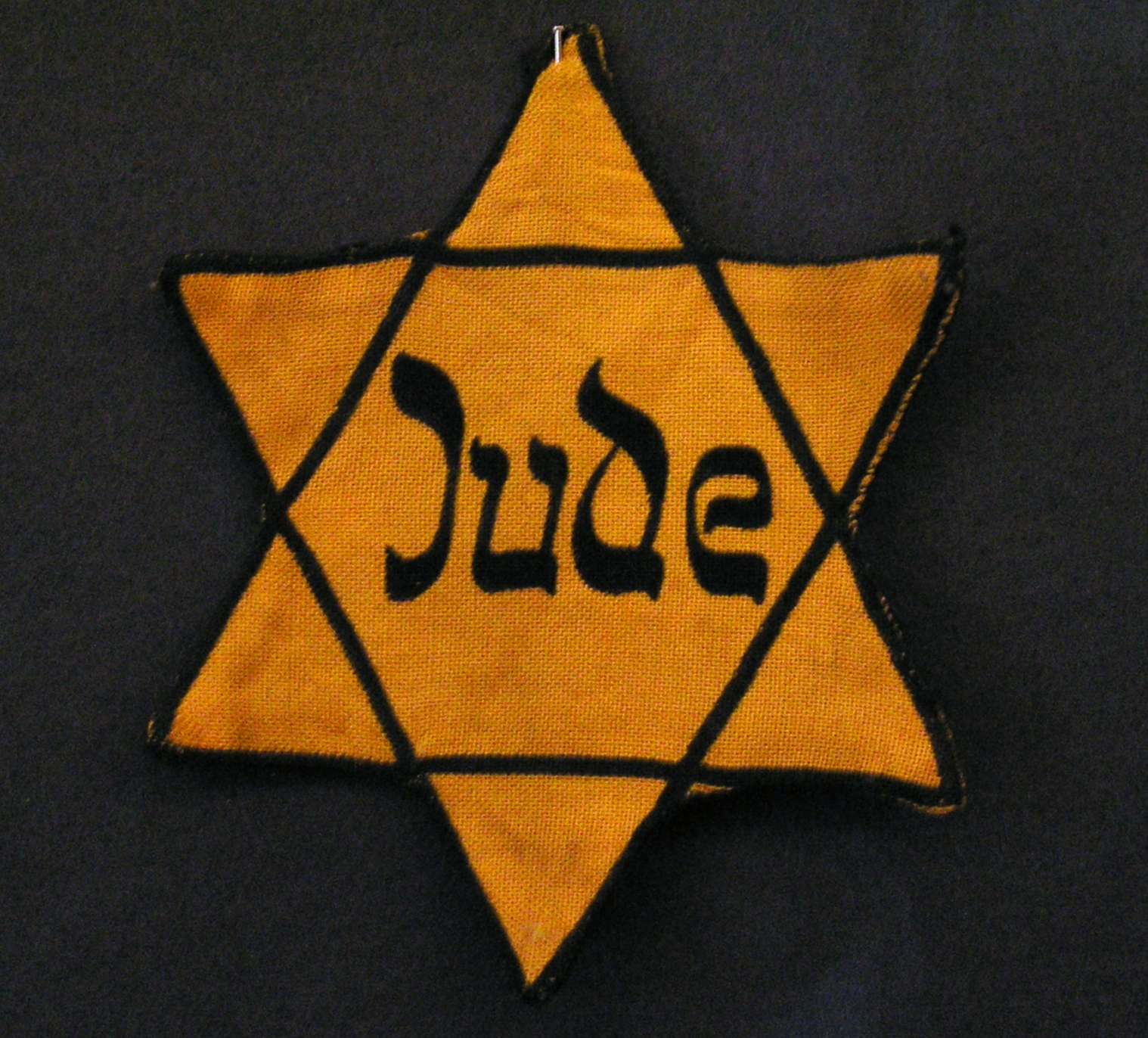
: Étoile jaune en Allemagne.

  - Jacques Doriot, chef du Parti populaire français (PPF), part sur le front russe avec un contingent de la LVF.

- 5 septembre :
  - L'Allemagne occupe l'Estonie.
  - L’armée allemande s’empare de Dniepropetrovsk.
  - Inauguration à Paris au Palais Berlitz de l'exposition « Le Juif et la France ».

- 6 septembre - 8 octobre : 
  - Victoire chinoise sur le Japon à la bataille de Changsha.

- 8 septembre : 
  - Leningrad est encerclée.

- 11 septembre : 
  - En France, le gouvernement de Vichy supprime le diplôme d'herboriste.

- 14 septembre : 
  - Première utilisation opérationnelle des planeurs géants Messerschmitt Me 321 lors d'une attaque aéroportée sur l'île de Saaremaa.

- 15 septembre : 
  - Le siège de Leningrad commence. La ville est assiégée jusqu’en janvier 1944 et les pertes y dépasseront 1 250 000 personnes.

- 16 septembre :
  - Nouvel attentat anti-allemand à Paris. En représailles, les Allemands fusillent 12 otages quatre jours plus tard.
  - Le chah Reza Pahlavi abdique en faveur de son fils, Mohammad Reza Pahlavi.
  - Les troupes alliées atteignent Téhéran.

- 19 septembre :
  - L’armée allemande s’empare de Kiev (qui était défendue par le maréchal Semion Boudienny) et de Poltava après cinq jours de combats.
  - Les Allemands s’emparent de l’Ukraine jusqu’à la Volga dans l’espoir de couper Moscou et Leningrad du Caucase et de l’Asie du Sud-Ouest.

- 23 septembre :
  - Le général français Catroux déclare l'indépendance de la Syrie.
  - Un Junkers Ju 87 piloté par le lieutenant Hans-Ulrich Rudel coule, avec une seule bombe, le cuirassé soviétique Marat dans le port de Cronstadt.

- 24 septembre : 
  - Création à Londres par le général de Gaulle, chef de la France libre, du Comité national français.

- 25 septembre : 
  - Création de l’Institut national industriel (Instituto Nacional de Industria) pour relancer l’économie dans l’autarcie en Espagne.

- 26 septembre : 
  - Le gouvernement soviétique se déclare "disposé à prêter aide et assistance aux Français libres pour la lutte commune contre l'Allemagne hitlérienne et ses alliés".

- 27 septembre :
  - Le général Georges Catroux proclame l’indépendance de la Syrie. Invoquant les nécessités de la guerre, il maintient une politique autoritariste en Syrie et au Liban. Il appelle Tajj al-Din pour former un gouvernement syrien et un gouvernement libanais est maintenu avec un président maronite, Alfred Naccache, mais la Constitution est suspendue.
  - Capitulation italienne en Éthiopie.
  - (Grèce occupée) : création de l’EAM, le Font national de libération, contrôlé par les communistes et concurrent d’un mouvement de résistance fondé par des militaires, l’EDES.

- 28 septembre :
  - Grand Prix automobile de Rio de Janeiro.

- 29 septembre :
  - Exécution de 35 000 Juifs à Babi Yar, en Ukraine, en représailles d’un acte de sabotage.
  - Début de la Première Conférence de Moscou (fin le 1er octobre).

- 30 septembre : 
  - Début de l’attaque allemande sur Moscou.

## Naissances
- 1er septembre : 
  - Graeme Langlands, joueur et entraîneur de rugby à XIII australien († 20 janvier 2018).

- 2 septembre :
  - Nicole LeBlanc, comédienne canadienne († 23 mai 2017).
  - Sadhana Shivdasani, actrice indienne († 25 décembre 2015).

- 3 septembre : Jean-Claude Lattès, éditeur et écrivain français († 27 janvier 2018).

- 5 septembre :
  - Daniel Constant, cavalier français.
  - Dave Dryden, joueur de hockey sur glace canadien.
  - Alma De Groen, dramaturge australienne.

- 8 septembre : 
  - Jean-Yves Saunier, prêtre et aumônier catholique français († 9 décembre 2023).

- 9 septembre :
  - Otis Redding, chanteur américain († 10 décembre 1967).
  - Dennis Ritchie, pionnier américain de l'informatique et concepteur du langage C († 12 octobre 2011).

- 10 septembre :
  - Stephen Jay Gould, paléontologue américain († 20 mai 2002).

- 13 septembre : 
  - Pierre Barthes, joueur de tennis français.

- 14 septembre :
  - Michel Alvès, écrivain français.
  - Arlette Farge, historienne française.
  - Eckhard Henscheid, écrivain allemand.
  - Shay O'Hanlon, coureur cycliste irlandais.
  - Nicola Samale, compositeur, chef d'orchestre et musicologue italien.
  - Joan Trumpauer Mulholland, héroïne américaine du mouvement pour les droits civiques.

- 15 septembre :
  - Mirosław Hermaszewski, spationaute polonais.
  - Youri Norstein, cinéaste d'animation russe.
  - Viktor Zoubkov, économiste, haut fonctionnaire et homme d'État russe.

- 20 septembre : 
  - Clément Atangana, personnalité camerounaise.

- 22 septembre : 
  - Catherine Ribeiro, actrice et chanteuse française († 23 août 2024).

- 23 septembre : 
  - Navanethem Pillay, avocate sud-africaine.

- 24 septembre : 
  - Bob Chiarelli, homme politique canadien, maire d'Ottawa.

- 25 septembre : 
  - Vivien Stern, femme politique britannique.

- 29 septembre : 
  - Hans-Jochen Jaschke, évêque catholique allemand († 11 juillet 2023).

- 30 septembre :
  - Paul Bremer, diplomate américain.
  - Reine Wisell, pilote automobile suédois († 20 mars 2022).

## Décès
- 15 septembre : 
  - James Allen Ward VC, pilote néo-zélandais (° 14 juin 1919).

- 16 septembre : George Irby, scientifique et un homme politique britannique (° 6 septembre 1860).
- 20 septembre : 
  - Hervarth Frass von Friedenfeldt, escrimeur tchécoslovaque (° 26 mai 1913).

- 29 septembre : 
  - William Hearst, Premier ministre de l'Ontario (° 15 février 1864).